# Torre Blanca de Tesalónica
La Torre Blanca (en griego moderno Λευκός Πύργος, Lefkós Pýrgos), situada frente al mar, es uno de los principales monumentos de Tesalónica, además de uno de sus símbolos iconográficos más importantes y conocidos.
La torre actual fue erigida en la época otomana, durante el sultanato de Solimán el magnífico. Una torre más antigua ocupaba el mismo lugar, probablemente construida durante el período de la ocupación franca. La torre fue concebida para servir tanto de fuerte como de prisión. En 1826 el sultán Mahmud II ordenó una matanza de prisioneros en la torre lo que le valió el sobrenombre de Torre sangrienta. 

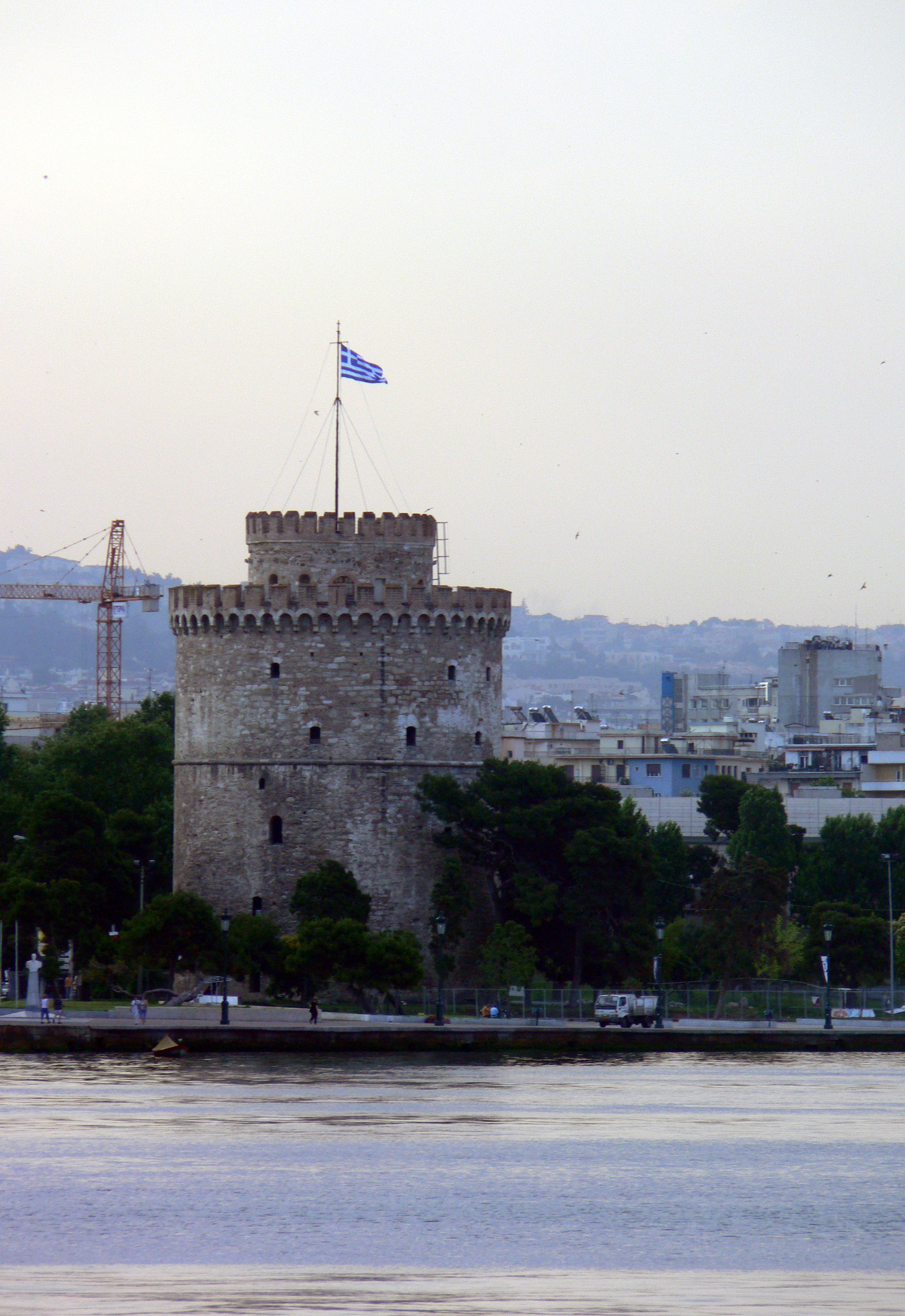

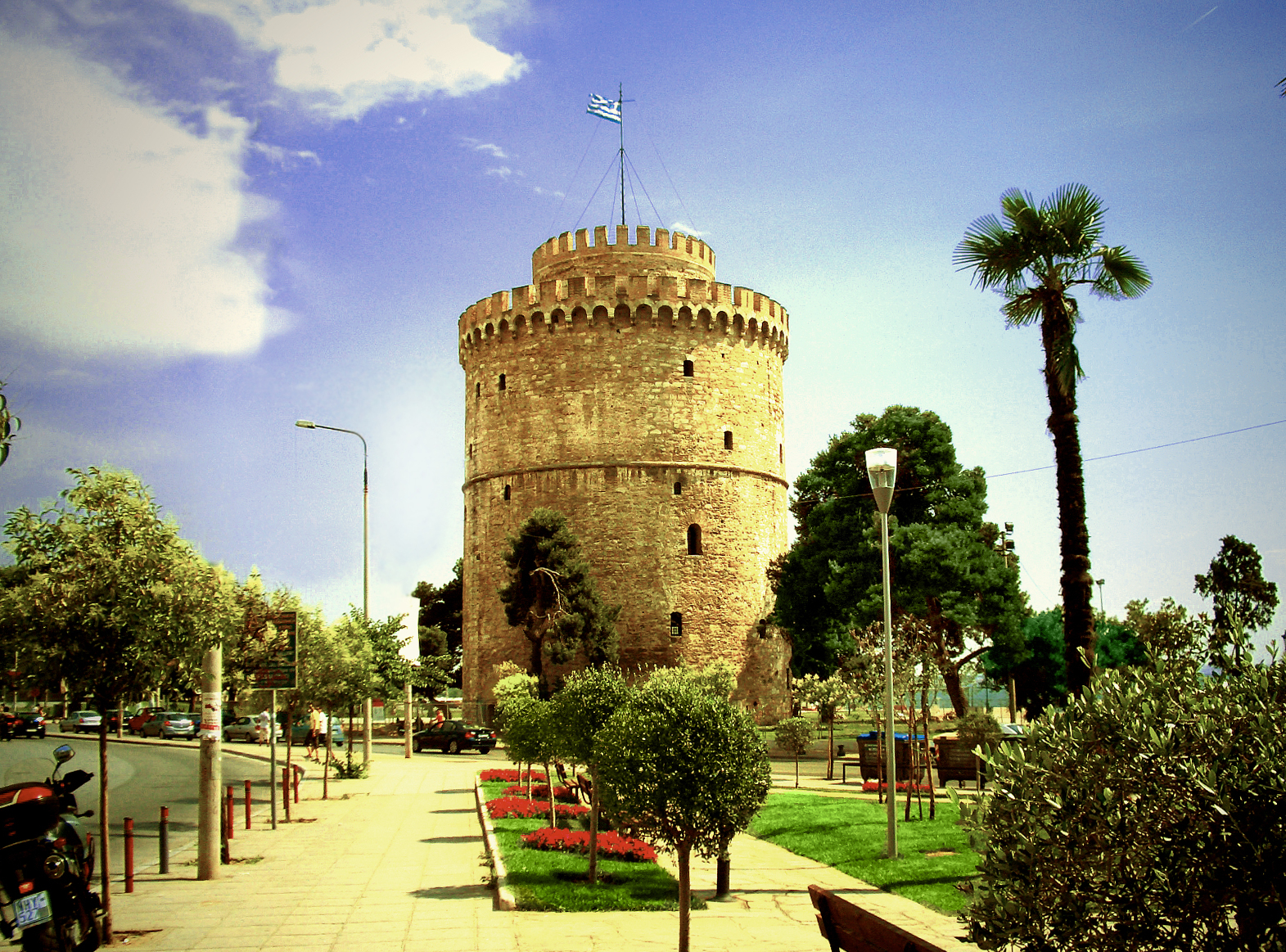
La Torre Blanca.

Durante varios siglos la torre formó parte de las murallas de la ciudad, destruidas en 1866. Tras la conquista de la ciudad por el ejército griego la torre fue pintada de blanco como símbolo de purificación, de donde viene su nombre actual. Cerca de esta torre fue asesinado en marzo de 1913 el rey Jorge I de Grecia.
Aunque la torre ya no es blanca aún conserva este nombre. Se encuentra en la avenida de la Victoria (Λεωφόρος Νίκης, "Leoforos Nikis") y alberga en su interior un museo sobre la historia de la ciudad.